# Manuel Heredia Jiménez
Manuel Heredia Jiménez, conegut com a Tío Manuel, és un activista social català, defensor dels drets del poble gitano. És president de l'Associació Gitana de Sabadell des que es va crear, l'any 1983. Ha treballat durant 18 anys a la Generalitat, primer com a animador sociocultural del poble gitano i després com a assessor de la comunitat gitana. El 2021 ha rebut la Creu de Sant Jordi, en reconeixement del seu compromís i la seva trajectòria en defensa dels drets i la promoció del poble gitano a Catalunya. És el quart gitano català que rep aquest guardó. Segons l'Associació, Sabadell és la ciutat catalana amb més població gitana, més de 9.000 persones, que representen un 4,3% del total de persones empadronades en aquest municipi.